# .wf
.wf – domena internetowa przypisana do Wallis i Futuna. Została utworzona 14 listopada 1997. Zarządza nią Association Française pour le Nommage Internet en Coopération (A.F.N.I.C.).